# تنمية مستدامة
التنمية المستدامة هي التنمية التي تأخذ بعين الاعتبار الأبعاد الاجتماعية والبيئية إلى جانب الأبعاد الاقتصادية لحسن استغلال الموارد المتاحة لتلبية حاجيات الأفراد مع الاحتفاظ بحق الأجيال القادمة. ويواجه العالم خطورة التدهور البيئي الذي يجب التغلب عليه مع عدم التخلي عن حاجات التنمية الاقتصادية وكذلك المساواة والعدل الاجتماعي.
فالتنمية المستدامة تتطلب تحسين ظروف المعيشة لجميع الأفراد دون زيادة استخدام الموارد الطبيعية إلى ما يتجاوز قدرة كوكب الأرض على التحمل، وتُجرى التنمية المستدامة في ثلاثة مجالات رئيسية هي النمو الاقتصادي وحفظ الموارد الطبيعية والبيئة والتنمية الاجتماعية.
إن من أهم التحديات التي تواجهها التنمية المستدامة هي القضاء على الفقر، من خلال التشجيع على اتباع أنماط إنتاج واستهلاك متوازنة، دون الإفراط في الاعتماد على الموارد الطبيعية.

## أهدافها
فيما يلي، استعراض أمثلة لأهم أهداف التنمية المستدامة من خلال بعض البنود التي من شأنها التأثير مباشرة في الظروف المعيشية للناس:

### المياه
تهدف الاستدامة الاقتصادية إلى ضمان إمداد كافٍ من المياه ورفع كفاءة استخدام هذه الأخيرة في التنمية الزراعية والصناعية والحضرية والريفية. وتهدف الاستدامة الاجتماعية إلى تأمين الحصول على المياه في المنطقة الكافية للاستعمال المنزلي والمشاريع الزراعية الصغيرة للأغلبية الفقيرة. وتهدف الاستدامة البيئية إلى ضمان الحماية الكافية للمستجمعات المائية والمياه الجوفية وموارد المياه العذبة وأنظمتها الإيكولوجية.

### الغذاء
تهدف الاستدامة الاقتصادية إلى رفع الإنتاجية الزراعية والإنتاج من أجل تحقيق الأمن الغذائي الإقليمي والتصديري. وتهدف الاستدامة الاجتماعية إلى تحسين الإنتاجية وأرباح الزراعة الصغيرة وضمان الأمن الغذائي المنزلي. وتهدف الاستدامة البيئية إلى ضمان الاستخدام المستدام والحفاظ على الأراضي والغابات والمياه والحياة البرية والأسماك وموارد المياه.

### الصحة
تهدف الاستدامة الاقتصادية إلى زيادة الإنتاجية من خلال الرعاية الصحية والوقائية وتحسين كل من الصحة والأمان في أماكن العمل.
تهدف الاستدامة الاجتماعية فرض معايير للهواء والمياه والضوضاء لحماية صحة البشر وضمان الرعاية الصحية الأولية للأغلبية الفقيرة.
تهدف الاستدامة البيئية إلى ضمان الحماية الكافية للموارد البيولوجية والأنظمة الإيكولوجية والأنظمة الداعمة للحياة.

### المأوى والخدمات
تهدف الاستدامة الاقتصادية إلى ضمان الإمداد الكافي والاستعمال الكفء لموارد البناء ونظم المواصلات.
تهدف الاستدامة الاجتماعية إلى ضمان الحصول على السكن المناسب بالسعر المناسب بالإضافة إلى الصرف الصحي والمواصلات للأغلبية الفقيرة.

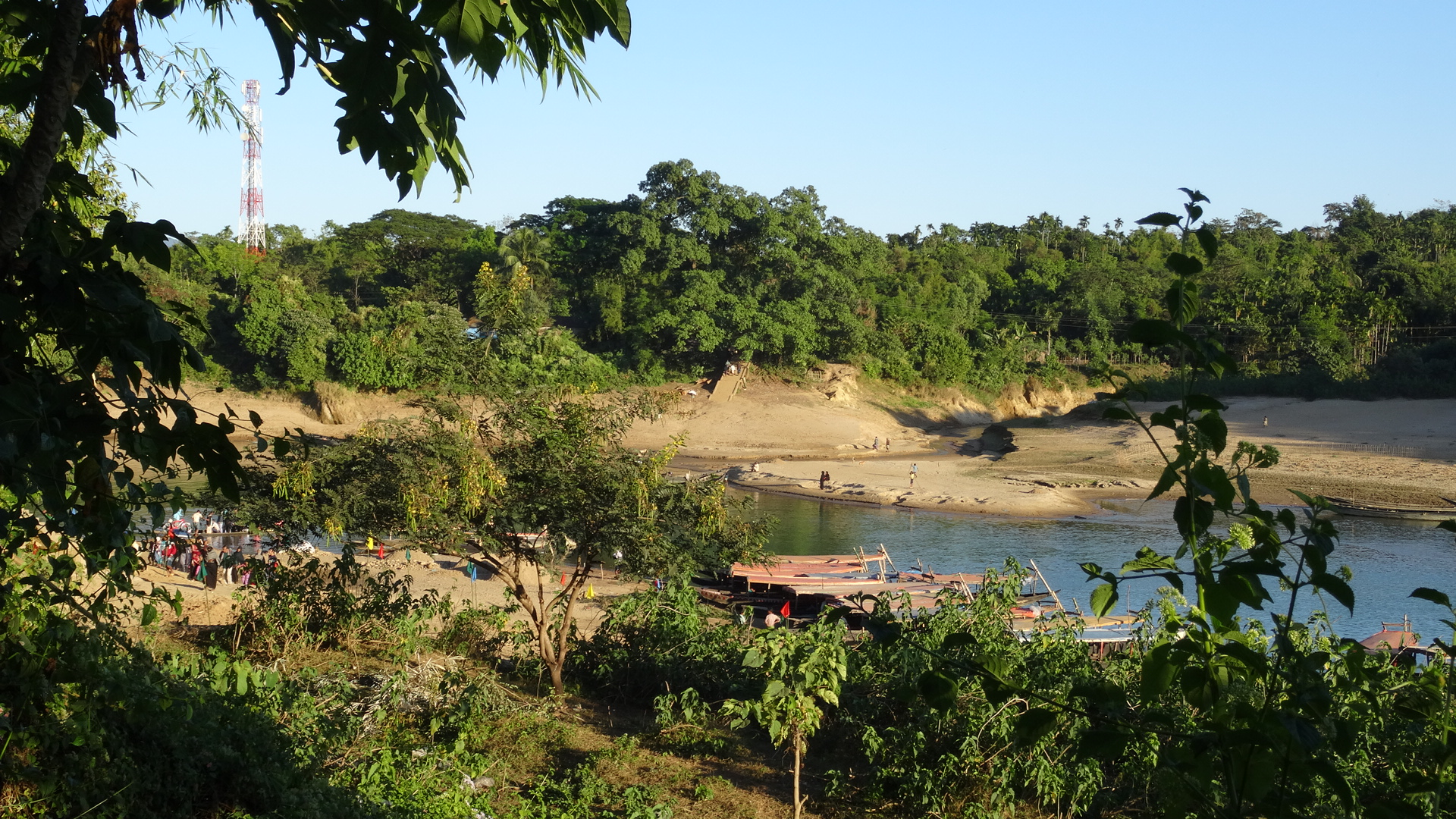
تهدف الاستدامة البيئية إلى ضمان الاستخدام المستدام أو المثالي للأراضي والغابات والطاقة والموارد المعدنية.

### الأعمال
يشكل المعيار المقبول على نطاق واسع لاستدامة الشركات استخداما فعالا لرأس المال الطبيعي. وتحسب هذه الكفاءة الإيكولوجية عادة على أنها القيمة الاقتصادية التي تضيفها شركة ما فيما يتعلق بأثرها الإيكولوجي المجمع. هذه الفكرة شعبيتها المجلس العالمي للأعمال التجارية من أجل التنمية المستدامة تحت التعريف التالي: «تتحقق الكفاءة الأيكولوجية من خلال تقديم سلع وخدمات بأسعار تنافسية تلبي الاحتياجات البشرية وتجلب نوعية الحياة، مع التقليل تدريجيا من الآثار الإيكولوجية وكثافة الموارد طوال دورة الحياة إلى مستوى يتماشى على الأقل مع قدرة الأرض على التحمل»
والمعيار الثاني لاستدامة الشركات مماثل لمفهوم الكفاءة الإيكولوجية وإن كان أقل استكشافا حتى الآن. الكفاءة الاجتماعية  تصف العلاقة بين القيمة المضافة للشركة وتأثيرها الاجتماعي. وحيث أنه يمكن الافتراض بأن معظم تأثيرات الشركات على البيئة سلبية (وبصرف النظر عن الاستثناءات النادرة مثل غرس الأشجار) فإن هذا ليس صحيحا بالنسبة للآثار الاجتماعية. ويمكن أن تكون هذه الحالات إيجابية (مثل إعطاء الشركات، أو خلق فرص العمل)، أو السلبية (مثل حوادث العمل، ومضايقة الموظفين، وانتهاكات حقوق الإنسان). وتبعا لنوع الأثر المترتب على الكفاءة الاجتماعية، فإنه يحاول التقليل إلى أدنى حد من الآثار الاجتماعية السلبية (أي الحوادث لكل قيمة مضافة) أو تعظيم التأثيرات الاجتماعية الإيجابية (أي التبرعات لكل قيمة مضافة) فيما يتعلق بالقيمة المضافة.
وتتعلق الكفاءة الإيكولوجية والكفاءة الاجتماعية في المقام الأول بزيادة الاستدامة الاقتصادية. وفي هذه العملية، يقومون باستغلال رأس المال الطبيعي والاجتماعي بهدف الاستفادة من الحالات المربحة للجانبين. مهما، بما ان [ديليك] و [هوكتز]  أشرت الحالة عمل بانفراد لن يكون كاف ان يحقق تطوير مستدامه. وهي تشير إلى الفعالية الإيكولوجية، والفعالية الاجتماعية، والكفاية، والانصاف الإيكولوجي باعتبارها أربعة معايير يتعين الوفاء بها إذا أريد التوصل إلى التنمية المستدامة.
كاسي العالمية، نيويورك «المسؤولية الاجتماعية والاستدامة معا تؤدي إلى التنمية المستدامة. CSR كما هو الحال في المسؤولية الاجتماعية للشركات ليس ما تفعله مع الأرباح الخاصة بك، ولكن هو الطريقة التي تجني الأرباح. وهذا يعني أن المسؤولية الاجتماعية للشركات هي جزء من كل قسم من سلسلة قيمة الشركة وليس جزءا من قسم الموارد البشرية/الإدارة المستقلة. الاستدامة كما في الآثار على الموارد البشرية والبيئة والإيكولوجيا يجب أن تقاس داخل كل إدارة من الشركة.»CASI العالمية

### الدخل
تهدف الاستدامة الاقتصادية فيه إلى زيادة الكفاءة الاقتصادية والنمو وفرص العمل في القطاع الرسمي. وتهدف الاستدامة الاجتماعية إلى دعم المشاريع الصغيرة وخلق الوظائف للأغلبية الفقيرة في القطاع غير الرسمي. وتهدف الاستدامة البيئية إلى ضمان الاستعمال المستدام للموارد الطبيعية الضرورية للنمو الاقتصادي في القطاعين العام والخاص وتهدف أيضا إلى الزيادة في الدخل الفردي لتحقيق الرفاه الاجتماعي.

### الهندسة المعمارية
في الهندسة المستدامة تعمل الحركات الحديثة للأوروبانية الجديدة والهندسة المعمارية الكلاسيكية الجديدة على تعزيز نهج مستدام تجاه البناء والذي يقدر ويطور النمو الذكي والتقاليد المعمارية والتصميم الكلاسيكي. هذا على النقيض من العمارة الحديثة والأسلوب الدولي، فضلا عن معارضة العقارات السكنية الفردية وامتداد الضواحي، مع مسافات انتقال طويلة وآثار بيئية كبيرة. كلا الاتجاهين بدأ في الثمانينات. وترتبط البنية المستدامة في الغالب بمجال الاقتصاد بينما ترتبط هندسة المناظر الطبيعية بالمجال البيئي بشكل أكثر.

### سياسيا
ولخصت دراسة إلى أن المؤشرات الاجتماعية ومن ثم مؤشرات التنمية المستدامة، هي هيكلة علمية هدفها الرئيسي هو إعلام عملية صنع السياسات العامة. ا وضع المعهد الدولي للتنمية المستدامة إطارا للسياسة السياسية، مرتبطا بمؤشر للاستدامة لإنشاء كيانات ومقاييس قابلة للقياس. ويتألف الإطار من ستة مجالات أساسية:
1. التجارة الدولية والاستثمار
2. السياسة الاقتصادية
3. تغير المناخ والطاقة
4. القياس والتقييم
5. ادارة الموارد الطبيعية
6. تكنولوجيا الاتصالات

وقد حدد برنامج الأمم المتحدة للمدن في إطار الاتفاق العالمي التنمية السياسية المستدامة بطريقة توسع التعريف المعتاد إلى ما هو أبعد من الدول والحكم. ويُعرَّف السياسي بأنه مجال الممارسات والمعاني المرتبطة بالقضايا الأساسية للسلطة الاجتماعية من حيث صلتها بتنظيم الحياة الاجتماعية المشتركة وتأويلها وإضفاء الشرعية عليها وتنظيمها. ويتوافق هذا التعريف مع الرأي القائل بأن التغيير السياسي مهم للاستجابة للتحديات الاقتصادية والايكولوجية والثقافية. وهذا يعني أيضاً أن سياسات التغيير الاقتصادي يمكن معالجتها. وقد أدرجت سبعة مجالات فرعية من مجال السياسة 
1. التنظيم والحوكمة
2. القانون والعدالة
3. التواصل والنقد
4. التمثيل والتفاوض
5. الأمن والوفاق
6. الحوار والمصالحة
7. الأخلاقيات والمساءلة

وهذا يتفق مع تركيز لجنة بروندتلاند على التنمية التي تسترشد بمبادئ حقوق الإنسان.

### ثقافيا

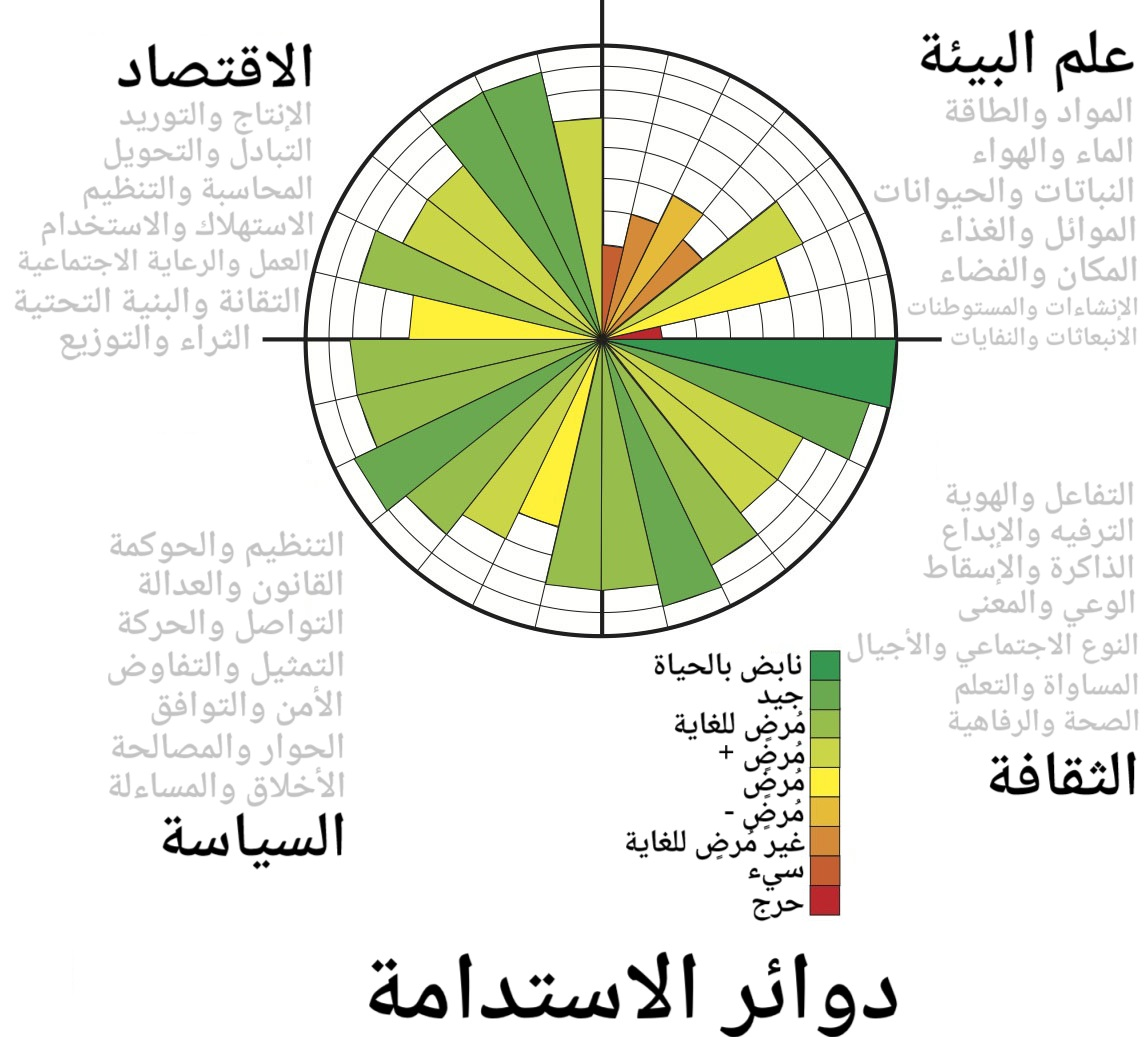
Framing of sustainable development progress according to the Circles of Sustainability, used by the الميثاق العالمي للأمم المتحدة.

تقدم إطار التنمية المستدامة وفقًا لدوائر الاستدامة التي تستخدمها الأمم المتحدة.
من خلال العمل بتركيز مختلف، أشار بعض الباحثين والمؤسسات إلى أنه ينبغي إضافة بُعد رابع إلى أبعاد التنمية المستدامة، حيث إن الأبعاد الثلاثة الأساسية للاقتصاد والبيئي والاجتماعي لا تبدو كافية لتعكس تعقيد المجتمع المعاصر. في هذا السياق، يتصدر جدول أعمال القرن 21 للثقافة والمكتب التنفيذي للمدن المتحدة والحكومات المحلية (UCLG) إعداد بيان السياسة «الثقافة: الركن الرابع للتنمية المستدامة»، الصادر في 17 نوفمبر 2010، في إطار العالم قمة القادة المحليين والإقليميين - المؤتمر العالمي الثالث لـ UCLG ، الذي عقد في مدينة مكسيكو. تفتتح هذه الوثيقة منظورًا جديدًا وتشير إلى العلاقة بين الثقافة والتنمية المستدامة من خلال نهج مزدوج: تطوير سياسة ثقافية صلبة والدعوة بالبعد الثقافي في جميع السياسات العامة. يميز نهج دوائر الاستدامة المجالات الأربعة للاستدامة الاقتصادية والبيئية والسياسية والثقافية.
```
كما دعمت منظمات أخرى فكرة المجال الرابع للتنمية المستدامة. شبكة التميز «التنمية المستدامة في عالم متنوع» 
[
16
]
```

```
برعاية الاتحاد الأوروبي، تدمج القدرات المتعددة التخصصات وتفسر التنوع الثقافي كعنصر أساسي في إستراتيجية جديدة للتنمية المستدامة. تمت الإشارة إلى الركن الرابع لنظرية التنمية المستدامة من قبل المدير التنفيذي لمعهد IMI في اليونسكو فيتو دي باري 
[
17
]
 في بيانه عن الفن والحركة المعمارية «المستقبل الجديد»، الذي استوحى اسمه من تقرير الأمم المتحدة لعام 1987 «مستقبلنا المشترك». يعرف نهج دوائر الاستدامة الذي تستخدمه متروبوليس
```

(رابعا) المجال الثقافي كممارسات، وخطابات، وتعابير مادية، تعبر بمرور الوقت عن الاستمرارية وعدم الاستمرارية للمعني الاجتماعي.

### العناصر الثقافية في أطر التنمية المستدامة
وفي الآونة الأخيرة، كان التصميم المتمحور حول الإنسان والتعاون الثقافي من الأطر الشعبية للتنمية المستدامة في المجتمعات المهمشة و تشمل هذه الأطر حوارا مفتوحا ينطوي على المشاركة والمناقشة ، فضلا عن التقييم الشامل لموقع التنمية. وخاصة عند العمل على التنمية المستدامة في المجتمعات المهمشة، فإن التركيز الثقافي هو عامل حاسم في قرارات المشاريع، لأنه يؤثر إلى حد كبير على جوانب من حياتهم وتقاليدهم. يستخدم المتعاونون نظرية الصياغة في التصميم المشترك. وهذا يسمح لهم بفهم عملية تفكير بعضهم البعض وفهمهم للمشاريع المستدامة. وباستخدام طريقة التصميم المشترك، يجري النظر في الاحتياجات الكلية للمستفيدين. [ تتخذ القرارات والتطبيقات النهائية فيما يتعلق بالعوامل الاجتماعية والثقافية والبيئية.

### الإنسان هو محور التصميم
ويعتمد الإطار الموجه للمستخدم بشكل كبير على مشاركة المستخدمين وملاحظات المستخدمين في عملية التخطيط.
 المستخدمون قادرون على تقديم منظور وأفكار جديدة، والتي يمكن النظر فيها في جولة جديدة من التحسينات والتغييرات. ويقال أن زيادة مشاركة المستخدمين في عملية التصميم يمكن أن تحصل على فهم أشمل لقضايا التصميم، وذلك بسبب المزيد من الشفافية السياقية والعاطفية بين الباحث والمشارك. العنصر الرئيسي في التصميم المرتكز على الإنسان هو التطبيق الاثنوغرافي، الذي كان أسلوب البحث المعتمد من الأنثروبولوجيا الثقافية. تتطلب هذه الطريقة البحثية أن يكون الباحثون منغمسين تماما في الملاحظة بحيث تُسَجَّلُ التفاصيل الضمنية أيضا.

### تحليل دورة الحياة
تعبر العديد من المجتمعات عن الشواغل البيئية، لذلك يُجْرَى تحليل دورة الحياة في كثير من الأحيان عند تقييم استدامة ا
المنتج أو النج الأولي ولي. ويتم التقييم علي ىىامل مع دورات دقيقه ة في خطيط والتصميم والتنفيذ والتقييم. القرار باختيار المواد مرجح بشده علةةطولىالعمر، تجديد، والكفاءة. وتضمن هذه العوامل ادراإ حثين الباحثين
يم المجتمعية التي تتماشى مع التأثيرات البيئية والاجتماعية والاقتصادية الإيجابية.

### التقدم
كان مؤتمر الأمم المتحدة للتنمية المستدامة، المعروف أيضا باسم ريو 2012، المؤتمر الدولي الثالث المعني بالتنمية المستدامة، الذي يهدف إلى التوفيق بين الأهداف الاقتصادية والبيئية للمجتمع العالمي. وكان من نتائج هذا المؤتمر تطوير أهداف التنمية المستدامة التي تهدف إلى تعزيز التقدم المستدام والقضاء على أوجه عدم المساواة في جميع أنحاء العالم. بيد أن عددا قليلا من الدول قد استوفي تعريف الصندوق العالمي للطبيعة لمعايير التنمية المستدامة التي وضعت في 2006. على الرغم من أن بعض الدول أكثر تطورا من غيرها، فإن جميع الدول تتطور باستمرار لأن كل دولة تكافح من أجل ادابة التفاوتات وعدم المساواة في الحصول على الحقوق والحريات الأساسية.

### القياس
في عام 2007 ذكر تقرير للوكالة الأميركية لحماية البيئة: «في حين أن الكثير من المناقشات والجهود قد ذهبت إلى مؤشرات الاستدامة، فإن أيا من الأنظمة الناتجة عن ذلك يخبرنا بوضوح عما إذا كان مجتمعنا مستداما. وفي أحسن الأحوال، يمكنهم أن يقولوا لنا أننا نسير في الاتجاه الخاطئ أو أن أنشطتنا الحالية ليست مستدامة. في كثير من الأحيان، فإنها ببساطة لفتت انتباهنا إلى وجود مشاكل والقيام بالقليل ليقول لنا أصل هذه المشاكل وليس ليقول لنا كيفية حلها.» ومع ذلك تفترض غالبية المؤلفين أن مجموعة من المؤشرات المحددة جيدا والمنسقة هي الطريقة الوحيدة لجعل الاستدامة ملموسة. ومن المتوقع تحديد هذه المؤشرات وتعديلها من خلال الملاحظات التجريبية (التجربة والخطأ).
وتتعلق الانتقادات الأكثر شيوعا بقضايا مثل نوعية البيانات وقابلية المقارنة والوظيفة الموضوعية والموارد اللازمة. ومع ذلك فإن النقد الأكثر عمومية يأتي من مجتمع أداره المشروع: كيف يمكن تحقيق التنمية المستدامة على الصعيد العالمي إذا لم نتمكن من رصدها في مشروع فردي ؟ 
تقترح الباحثة والمثمرة الكوبية المولد سونيا بوينو نهجا بديلا يستند إلى علاقة التكلفة والفوائد المتكاملة الطويلة الأجل باعتبارها أداة لقياس ورصد استدامة كل مشروع أو نشاط . وعلاوة على ذلك، يهدف هذا المفهوم إلى أن يكون مبدأ توجيهياً عملياً نحو التنمية المستدامة يتبع مبدأ المحافظة على القيمة وزيادة قيمتها بدلا من تقييد استهلاك الموارد.

### رأس المال الطبيعي
تستند مناقشة التنمية المستدامة إلى افتراض مفاده أن المجتمعات تحتاج إلى إدارة ثلاثة أنواع من رأس المال (الاقتصادي والاجتماعي والطبيعي)
 خبير اقتصادي إيكولوجي بارز ونظري الدولة الثابتة هيرمان دالي  على سبيل المثال، يشير إلى أن رأس المال الطبيعي لا يمكن بالضرورة أن يحل محله رأس المال الاقتصادي. وفي حين أنه من الممكن أن نجد سبلا لاستبدال بعض الموارد الطبيعية، فمن غير المرجح إلى حد كبير أن تتمكن هذه الموارد على الإطلاق من الاستعاضة عن خدمات النظام البيئي، مثل الحماية التي توفرها طبقة الأوزون، أو وظيفة استقرار المناخ في غابة الأمازون. والواقع أن رأس المال الطبيعي ورأس المال الاجتماعي ورأس المال الاقتصادي كثيرا ما هما من أوجه التكامل. عائق آخر يحول دون إمكانية الاستعاضة عنه ولكنها تحافظ أيضا على التنوع البيولوجي، وتنظم تدفق المياه، وتمتص ثاني أكسيد الكربون.

### الأعمال المعتادة
قبل ادخال الكبريت مداخن الغاز، كانت الانبعاثات الملوثة بالهواء من محطة الطاقة في نيو مكسيكو تحتوي على كميات زائدة من ثاني أكسيد الكبريت.
وإذا كان لتدهور رأس المال الطبيعي والاجتماعي مثل هذه النتيجة الهامة، يثور السؤال عن السبب في عدم اتخاذ إجراءات أكثر منهجية للتخفيف من حدته. [كوهن] و [وين]  أشرت إلى أربعة أنواع من سوق إخفاق بما ان يمكن شروح: أولا، في حين أن فوائد استنفاد راس المال الطبيعي أو الاجتماعي يمكن خصخصتها عاده، فإن التكاليف غالبا ما تكون خارجية (أي انها لا يتحملها الطرف المسؤول بل مجتمع بشكل عام). ثانيا، غالبا ما يقدر المجتمع قيمة راس المال الطبيعي لأننا لا ندرك تماما التكلفة الحقيقية لاستنفاد رأس المال الطبيعي. ويعد عدم تناسق المعلومات سببا ثالثا-فغالبا ما تحجب الصلة بين السبب والنتيجة، مما يجعل من الصعب على الجهات الفاعلة أن تتخذ خيارات مستنيرة. [كوهن] و [وين] يغلق مع الإدراك ان عكس إلى نظرية اقتصادية كثير شركات ليسوا محسنات مثالية. وهي تعتبر أن الشركات غالبا ما لا تحسن تخصيص الموارد لأنها واقعة في عقلية «العمل المعتاد».

### التعليم
```
لابد من النظر إلى التعليم في ضوء الرؤية المتجددة للتنمية البشرية والاجتماعية المستدامة المنصفة والقابلة للاستمرار على حد سواء. ويجب أن تأخذ هذه الرؤية المستدامة في الاعتبار الأبعاد الاجتماعية والبيئية والاقتصادية للتنمية البشرية والطرق المختلفة التي تتصل بها التربية: «التعليم التمكيني هو الذي يبني الموارد البشرية التي نحتاج إلى أن تكون منتجة ومواصلة التعلم، وحل المشاكل والإبداع والعيش معا ومع الطبيعة في سلام ووئام. وعندما تضمن الأمم أن يكون هذا التعليم متاحا للجميع طوال حياتهم إن الثورة الهادئة بدأت في الحركة: فالتعليم يصبح محركا للتنمية المستدامة ومفتاحا لعالم أفضل».
[
36
]
[
37
]
```

### التمديد غير جوهري للمصطلح
وقد قيل إنه منذ الستينات، تغير مفهوم التنمية المستدامة من «إدارة الحفظ» إلى «التنمية الاقتصادية»، حيث وُسِّع المعنى الأصلي للمفهوم إلى حد ما :48–54
في الستينات، وقد أدرك المجتمع الدولي أن العديد من البلدان الأفريقية تحتاج إلى خطط وطنية لحماية موائل الحياة البرية، وأن على المناطق الريفية أن تواجه الحدود التي تفرضها توافر التربة والمناخ والمياه. وكانت هذه إستراتيجية لإدارة الحفظ. بيد أن التركيز تحول في السبعينات إلى المسائل الأوسع نطاقا المتمثلة في توفير الاحتياجات الإنسانية الأساسية، ومشاركة المجتمعات المحلية، واستخدام التكنولوجيا المناسبة في جميع البلدان النامية)وليس في أفريقيا فقط (. وكانت هذه إستراتيجية للتنمية الاقتصادية والاستراتيجية بدرجة أكبر عندما انتقلت القضايا من الصعيد الإقليمي إلى الدولي من حيث نطاقها وتطبيقها. في الواقع، كانت مزدحمة الدعاة حفظ واستبدالها من قبل المطورين.
ولكن تحول تركيز التنمية المستدامة من الحفظ إلى التنمية كان له أثر غير محسوس هو تمديد الفترة الأصلية لادارة الغابات من الغلة المستدامة من استخدام الموارد المتجددة فقط (مثل الحراجة)، إلى الآن أيضا حساب استخدام الموارد غير المتجددة (مثل المعادن) " وقد شُكِّكَ في هذا التمديد للمصطلح. وهكذا، جادل الاقتصادي البيئي كيري تيرنر أنه حرفيا، لا يمكن أن يكون هناك شيء من هذا القبيل عموما "التنمية المستدامة " في الاقتصاد العالمي الصناعي الذي لا يزال يعتمد بشكل كبير على استخراج المخزون المحدود للأرض من الاستنفاد للموارد المعدنية: "لا معنى للحديث عن الاستخدام المستدام للموارد غير المتجددة (حتى مع الجهود الكبيرة لاعادة التدوير وخفض معدلات الاستخدام). سيؤدي أي معدل إيجابي للاستغلال في نهاية المطاف إلى استنفاد المخزون المحدود. "
```
قيل في الواقع أن الثورة الصناعية ككل لا يمكن تحملها.
```

وقد جادل أحد الناقدين بأن لجنة بروندتلاند لم تروج لشيء سوى العمل كاستراتيجية معتادة للتنمية العالمية، مع المفهوم المبهم وغير الجوهري ل «التنمية المستدامة» المرفق كشعار للعلاقات العامة:
:94–99>
التقرير بشأن مستقبلنا المشترك كان إلى حد كبير نتيجة لعملية مساومة سياسية شملت العديد من جماعات المصالح الخاصة، وكلها وضعت معا لخلق نداء مشترك للقبول السياسي عبر الحدود. بعد الحرب العالمية الثانية، أُسِّس مفهوم «التنمية» في الغرب لينطوي على إسقاط النموذج الأمريكي للمجتمع على بقية العالم. وفي السبعينات والثمانينات، اتسعت هذه الفكرة إلى حد ما لتعني أيضا حقوق الإنسان، والاحتياجات الإنسانية الأساسية، وأخيرا المسائل الإيكولوجية. وكان تركيز التقرير على مساعدة الأمم الفقيرة على الخروج من الفقر وتلبية الاحتياجات الأساسية لسكانها المتزايدين-كالمعتاد. وتتطلب هذه المسألة مزيدا من النمو الاقتصادي، وكذلك في البلدان الغنية، التي ستستورد بعد ذلك المزيد من السلع من البلدان الفقيرة لمساعدتها على الخروج-كالمعتاد. وعندما تحولت المناقشة إلى حدود إيكولوجية عالمية للنمو، تركت المعضلة البديهية جانبا بالدعوة إلى النمو الاقتصادي بتحسين كفاءة الموارد، أو ما سمي «تغييرا في نوعية النمو». ومع ذلك، فإن معظم البلدان في الغرب شهدت مثل هذا التحسن في كفاءة استخدام الموارد منذ أوائل القرن العشرين الفعل المعتاد؛ فقط، فإن هذا التحسن قد قوبل بالمزيد من التوسع الصناعي المستمر، لأن الاستهلاك العالمي للموارد أصبح الآن أعلى من أي وقت مضى-وقد تُجُوهِل هذين الاتجاهين التاريخيين تماما في التقرير. ومعا، ظلت سياسة النمو الاقتصادي الدائم لكوكب الأرض بأكملها سليمة بالفعل. ومنذ نشر التقرير، سار الشعار الغامض وغير الجوهري «التنمية المستدامة» في جميع أنحاء العالم.:94–99>

## دور تقنية المعلومات في تحقيق التنمية المستدامة
في هذا العصر الذي تحدد فيه التكنولوجيات القدرات التنافسية، تستطيع تقنية المعلومات أن تلعب دوراً مهماً في التنمية المستدامة، إذ يمكن تسخير الإمكانات اللا متناهية التي توفرها تقنية المعلومات من أجل إحلال تنمية مستدامة اقتصادية واجتماعية وبيئية، وذلك من خلال تعزيز التكنولوجيا من أجل التنمية المستدامة كما يلي:
1. تعزيز أنشطة البحث والتطوير لتعزيز تكنولوجيا المواد الجديدة وتكنولوجيا المعلومات والاتصالات، والتكنولوجيات الحيوية، واعتماد الآليات القابلة للاستدامة.
2. تحسين أداء المؤسسات الخاصة من خلال مدخلات معينة مستندة إلى التكنولوجيات الحديثة، فضلاً عن استحداث أنماط مؤسسية جديدة تشمل مدن وحاضنات التكنولوجيا.
3. تعزيز بناء القدرات في العلوم والتكنولوجيا والابتكار، بهدف تحقيق أهداف التنمية المستدامة في الاقتصاد القائم على المعرفة، ولاسيّما أن بناء القدرات هو الوسيلة الوحيدة لتعزيز التنافسية وزيادة النمو الاقتصادي وتوليد فرص عمل جديدة وتقليص الفقر.
4. وضع الخطط والبرامج التي تهدف إلى تحويل المجتمع إلى مجتمع معلوماتي.. بحيث تُدَّمَجُ التكنولوجيات الجديدة في خطط واستراتيجيات التنمية الاجتماعية والاقتصادية، مع العمل على تحقيق أهداف عالمية كالأهداف الإنمائية للألفية.
5. إعداد سياسات وطنية للابتكار واستراتيجيات جديدة للتكنولوجيا مع التركيز على تكنولوجيا المعلومات والاتصالات.

## دور الاتصالات في تحقيق التنمية المستدامة
المعارف والمعلومات تعد بالطبع عنصراً أساسياً لنجاح التنمية المستدامة، حيث تساعد على التغييرات الاجتماعية والاقتصادية والتكنولوجية، وتساعد على تحسين الإنتاجية الزراعية والأمن الغذائي وسبل المعيشة في الريف.. غير أنه لا بد من نقل هذه المعارف والمعلومات بصورة فعالة إلى الناس لكي تتحقق الفائدة منها، ويكون ذلك من خلال الاتصالات، حيث تشمل هذه الأخيرة من أجل التنمية الكثير من الوسائط مثل الإذاعة الريفية الموجهة للتنمية المجتمعية، والطرق المتعددة الوسائط لتدريب المزارعين وشبكة الإنترنت للربط بين الباحثين ورجال التعليم والمرشدين ومجموعات المنتجين ببعضها البعض وبمصادر المعلومات العالمية.